# Alain Monnier
Pour les articles homonymes, voir Monnier.
Œuvres principales
- Série Parpot (1994-2015)
- Les Ombres d’Hannah (1999)
- Givrée (2006)
- Je vous raconterai (2009)
- Tout va pour le mieux (2012)
- L'Esprit des Lieux (2019)

Alain Monnier, nom de plume d'Alain Dreuil né le 14 juillet 1954 à Narbonne, dans le département de l'Aude, est un écrivain français.

## Biographie
Après des études scientifiques, un diplôme d’ingénieur des travaux publics et un doctorat en Environnement, il travaille dans la recherche puis dans la promotion des technologies nouvelles à Rabat et à Paris.
Il s’installe à Toulouse en 1984 et publie en 1994 son premier roman, Signé Parpot, salué pour sa construction sans narrateur à partir d’une compilation de traces écrites de toute sorte, qui « met en scène un personnage décalé, Barthélémy Parpot [qui] réapparaît dans Un amour de Parpot (1996), une histoire drôle mais violente où il vient en aide à une jeune fille à la recherche d'un chauffard »,. Les troisième et quatrième titres de la série abandonnent le genre du roman policier humoristique : Parpot le bienheureux (2004) montre comment le héros, de retour dans sa ville de Toulouse, « décide d'acquérir la foi qui sauve en s'adressant à un imam, à un rabbin, à un curé et au Pape lui-même » ; À votre santé, monsieur Papot ! (2015) garde la même structure narrative et montre Parpot, atteint d'une grave maladie, face aux divers acteurs de la santé.
Durant cette même période, Alain Monnier publie une douzaine d’ouvrages dans des genres très différents - fable, roman psychologique, roman noir - dans lesquels se retrouve souvent, par-delà les contraintes qu’il se plaît à s’imposer, une critique de notre modernité. 
C'est le cas dans Je vous raconterai (2009) où un SDF est contraint de jouer à la roulette russe ; dans Côté jardin (1998), où la victime d'une tumeur au cerveau cherche à savoir pourquoi son chirurgien a tout fait pour que l'opération le laisse à l'état de légume ; dans Les Ombres d'Hannah (1999), dont l'héroïne est séquestrée par un fonctionnaire de l'État consciencieux et cynique ; et dans Givrée (2006), récit absurde où Marie, une jeune femme que le sexe ennuie, voit son appartement envahi de frigos. Dans un registre plus grave, Survivance : les Fargier, 1890-2060 (2002) propose une contre-utopie où l'espèce humaine tente d'échapper à l'Histoire.
Alain Monnier a par ailleurs écrit des billets d’humeur dans Marianne 2. Il revisite également des œuvres classiques :  en 2012, Candide de Voltaire dans Tout va pour le mieux ! et en 2019 Tartuffe de Molière dans Bas les masques !

## Œuvre

### Romans
- Signé Parpot, Castelnau-le-Lez, Éditions Climats, 1994  (ISBN 2-907563-96-3) ; réédition, Paris, Flammarion, 2006  (ISBN 2-08-210577-6) ; réédition, Paris, Pocket, coll. « Nouvelles voix » no 10947, 2000  (ISBN 2-266-10144-7)
- Un amour de Parpot, Castelnau-le-Lez, Éditions Climats, 1996  (ISBN 2-841-58047-4) ; réédition, Paris, Flammarion, 2006  (ISBN 2-08-210577-6) ; réédition, Paris, Pocket, coll. « Nouvelles voix » no 10948, 2000  (ISBN 2-266-10143-9)
- Parpot le bienheureux, Castelnau-le-Lez, Éditions Climats, 2004  (ISBN 2-84158-245-0) ; réédition, Paris, Pocket no 12428, 2006  (ISBN 2-266-14897-4) (ISBN 978-2-08-133300-0)
- Le Petit monde de Barthélémy Parpot, Paris, Flammarion/J'ai lu, 2015  (ISBN 978-2-290-11393-6) Volume réunissant Signé Parpot, Un amour de Parpot et Parpot le bienheureux

- Côté jardin, Castelnau-le-Lez, Éditions Climats, 1998  (ISBN 2-84158-090-3) ; réédition, Paris, Pocket, coll. « Nouvelles voix » no 11024, 2002  (ISBN 2-266-10361-X)
- Les Ombres d’Hannah, Castelnau-le-Lez, Éditions Climats, 1999  (ISBN 2-84158-129-2) ; réédition, Paris, Flammarion, 2006  (ISBN 2-08-210577-6) ; réédition, Paris, Pocket no 10949, 2002  (ISBN 2-266-10142-0)
- Survivance : les Fargier, 1890 – 2060, Castelnau-le-Lez, Éditions Climats, 2002  (ISBN 2-84158-209-4)
- Givrée, Paris, Flammarion, 2006  (ISBN 2-08-210556-3) ; réédition, Paris, J'ai lu no 9088, 2009  (ISBN 978-2-290-00156-1)
- Notre seconde vie, Flammarion, 2007  (ISBN 978-2-08-120504-8)
- Je vous raconterai, Flammarion, 2009  (ISBN 978-2-08-122862-7)
- Place de la Trinité, Paris, Flammarion, 2011  (ISBN 978-2-08-127140-1)
- À votre santé, monsieur Parpot !, Paris, Flammarion, 2015
- Tout va pour le mieux !, Paris, Flammarion, coll. « Étonnants classiques. Étonnantissime : lycée », 2012  (ISBN 978-2-0812-7212-5)
- Bas les masques, Paris, Flammarion,coll. « Étonnants classiques. Étonnantissime : lycée », 2019  (ISBN 978-2-0814-5192-6)
- D'autres terres que les nôtres, Privat, 2024.

### Récits
- Rivesaltes, un camp en France, Flaujac-Poujois, La Louve éditions, coll. « Terre de mémoire » no 8, 2008  (ISBN 978-2-916488-18-9)
- L'Esprit des lieux, Paris, Climats - Flammarion, 2019  (ISBN 978-2-0814-8141-1)
- Petit éloge amoureux de l'Occitanie, Privat, 2022

### Recueil de nouvelles
- L’Insoluble Problème de la présence sur terre, Castelnau-le-Lez, Éditions Climats, 2000  (ISBN 2-84158-157-8)

### Scénario de film
- Méprises de Bernard Declerq, collaboration adaptation de Côté Jardin (2017) avec Pascal Greggory, Moana Ferré et Fabrizio Rongione

## Sources
: document utilisé comme source pour la rédaction de cet article.
- Claude Mesplède (dir.), Dictionnaire des littératures policières, vol. 2 : J - Z, Nantes, Joseph K, coll. « Temps noir », 2007, 1086 p. (ISBN 978-2-910-68645-1, OCLC 315873361), p. 377.